# Nick Broomfield
Nicholas "Nick" Broomfield (Londres, 1948) é um cineasta inglês de documentários. Seus filmes contém o mínimo de operadores possíveis, em alguns somente ele e um ou dois câmeras, o que dá um estilo distinto. Recebeu diversos prêmios em sua carreira.

## Filmes
- Who Cares? (1971)
- Proud to be British (1973)
- Behind the Rent Strike (1974)
- Juvenile Liaison (1975)
- Whittingham (1980)
- Fort Augustus (1981)
- Soldier Girls (1981)
- Tattooed Tears (1982)
- Chicken Ranch (1983)
- Lily Tomlin (1986)
- Driving me Crazy (1988)
- Diamond Skulls (1989)
- Juvenile Liaison II (1990)
- The Leader, His Driver and the Driver's Wife (1991)
- Aileen Wuornos: The Selling of a Serial Killer (1992)[4]
- Monster in a Box (1992)
- Tracking Down Maggie (1994)
- Heidi Fleiss: Hollywood Madam (1995)
- Fetishes (1996)
- Kurt and Courtney (1998)
- Biggie & Tupac (2002)
- Aileen: Life and Death of a Serial Killer (2003)
- His Big White Self (2006)
- Ghosts (2006)
- Battle for Haditha (2007)
- A Time Comes (2009)[5]